# Самарин, Василий Максимович
Василий Максимович Самарин (1792—1871) — генерал-лейтенант русской императорской армии, участник Крымской войны.

## Биография
Родился в 1792 году в семье мелкопоместных дворян и всё, что досталось от них сыну при его вступлении во взрослую жизнь, заключалось в 8 душах крестьян и 85 десятин земли в Новгородской губернии. Образование его в частном учебном заведении, где кроме первоначальных предметов проходили немецкий язык и геометрию, было не из блестящих.
Первые 15—16 лет военной службы, послужили хорошей школой для будущего начальника. Начиная со звания рядового в учебном гренадерском полку, куда он зачислился 25 ноября 1813 года по примеру многих молодых дворян того времени, Самарин дошёл до старших чинов и имел таким образом возможность изучить строй военной жизни во всех отношениях; 26 декабря 1815 года он был произведён в прапорщики за отличие по службе с переводом в Перновский гренадерский полк; 23 марта 1817 года — в подпоручики, 16 августа 1818 года — в поручики. Переведённый затем в 1-й учебный карабинерный полк, получает 3 января 1820 года чин штабс-капитана и 22 августа того же года — капитана. В этом полку за особенное по службе усердие и старание в образовании нижних чинов 16 июля 1821 года ему было пожаловано единовременно 500 рублей ассигнациями; 22 августа того же года Самарин по собственному желанию перевёлся в 3-й карабинерный полк.
12 мая 1823 года был произведён в майоры с переводом в 4-й карабинерный полк, через пять месяцев перешёл в Екатеринославский гренадерский полк, ещё через полгода начал службу в Киевскомй гренадерском полку командиром батальона; 13 февраля 1825 года состоялся окончательный перевод его в этот полк; командуя батальоном в 1826 году во время летних смотров и маневров в Москве, заслужил Высочайшее благоволение и 18 сентября того же года за отличие по службе произведён в подполковники; 30 июля 1827 года Самарину снова изъявлено ему Высочайшее благоволение за смотр войск и ученье. Осенью 1828 года Самарин командируется от своего полка в Царское Село в образцовый пехотный полк, который в то время имел значение офицерских школ. Возвратившись к своему полку к июню 1829 года, он на июльском смотре снова удостоен Высочайшего благоволения, а 12 декабря того же года переведён в Гренадерский наследного принца прусского полк. Через полтора месяца по прибытии в последний, 28 марта 1830 года он был переведён в Гренадерский Его Величества императора Австрийского полк и к сентябрю того же года так приготовил вверенную ему часть, что за смотр войск и ученье опять получил Высочайшее благоволение, а 16 ноября за усердную службу был пожалован единовременно 900 рублей ассигнациями.
Восстание (бунт) в Польше в конце 1830 года представило возможность Самарину обнаружить свои военные способности. Приказание о выступлении в поход застало Австрийский полк в военном поселении Новгородской губернии. Получив в начале января по случаю выступления в поход полугодовое жалованье и 1000 рублей ассигнациями за ревностную службу, Самарин ещё 25 января 1831 года был удостоен Высочайшего благоволения за скорое приготовление и выступление в поход; 1 февраля по переходе Немана он вступил в Царство Польское; 2 апреля находился со своим полком при поражении неприятеля на реке Ливце, близ Венгрова, и взятии штурмом неприятельского предмостного укрепления. 22 августа назначается командиром 4-го морского полка. Во главе этого и ещё 3-го морского полка (за отсутствием, вероятно, в последнем командира) принимает он участие в генеральном сражении 25 августа 1831 года при взятии приступом передовых варшавских укреплений и городского вала. Это сражение не только дало ему возможность обнаружить ту распорядительность и быстроту, какие он и всегда проявлял, но доказало, что вместе с этими военными способностями Самарин обладает и чрезвычайной храбростью. Контуженный при штурме в коленный сустав правой ноги, он не оставил находящихся под его командой полков и повёл их сам на вал укрепления костёла Воли. Там вторично ядро так сильно контузило его в грудь, что с высоты вала он упал в глубину рва. Очнувшись и не желая оставлять своих полков, он снова появился на валу и в третий раз был контужен картечью в шею. За такое отличие в этом сражении Самарин был награждён орденом Святого Георгия 4-й степени. Изнемогая от ран, он был отнесён сначала во временный полевой госпиталь, а оттуда 27 августа, отправлен в главный варшавский госпиталь, где лечился по 1 ноября того же года. Выпущенный из госпиталя, Самарин 3 ноября вступил снова в командование 4-м морским полком, а 22 ноября «за отличие в сражении против польских мятежников» получил чин полковника и утверждён командиром этого полка. С 28 января 1832 года он был назначен командовать 1-м карабинерным полком, но только 22 июля смог прибыть к месту своего нового назначения, где впервые за всю службу ему пришлось остаться довольно продолжительное время: командиром 1-го карабинерного полка Самарин пробыл более девяти лет. В течение этого времени он каждое лето блистательно давал смотры в Высочайшем присутствии и был удостоен целого ряда наград. В 1840 году три раза удостоен Высочайшего благоволения, между прочим раз «за отлично-усердную службу», и 6 декабря того же года произведён в генерал-майоры.
В 1841 году, получив ещё раз Высочайшее благоволение, 860 рублей серебром на подъем из Государственного казначейства, был назначен командиром 2-й бригады 3-й пехотной дивизии. Бригадным командиром оставался десять лет, по 20 апреля 1851 года. За это время он в 1843 году был командирован в местечко Каменку Каменец-Подольской губернии для встречи тела и отдания почестей покойному генерал-фельдмаршалу князю Витгенштейну. В мае 1845 года производил следствие над командиром Нарвского егерского полка, полковником Гущиным. В сентябре того же года при осмотре Государем войск, собранных в лагерях под Елисаветградом, бригада Самарина выказала себя во всех отношениях блестящим образом: Его Величество при осмотре войск с их артиллерией и обозом нашёл во всем превосходный порядок и отличное устройство; рекруты оказались в отличном виде и удовлетворительно обученные; за линейное учение, за стрельбу в цель и за общий большой маневр Самарин был удостоен Высочайшего благоволения; 5 января 1846 года получил орден Святого Станислава 1-й степени. Летом этого же года временно командовал 1-й пехотной дивизией, вместо генерал-лейтенанта К. К. Фези, за что получил благодарность от генерал-фельдмаршала графа Паскевича-Эриванского. С одинаковым успехом он представлял свою бригаду на Высочайших смотрах войск, собранных летом 1849 года при Калише и в 1850 году при Сувалках; 26 марта 1850 года был награждён орденом Святой Анны 1-й степени. Кроме всего этого, в бытность свою бригадным командиром, трижды он выполнял важное поручение по закупке провианта для действующей армии, для чего командировался для присутствования при торгах и переторжках в Черниговской казённой палате в 1845 году — 30 октября и в 1847 году — 24—28 октября, а в августе 1850 года — в Гродненской. С 20 апреля 1851 года — командир 9-й пехотной дивизии. В мае блестяще отбывал Высочайший смотр, точно так же как и в сентябре при сборе войск 3-го пехотного корпуса при Гомеле, в октябре получил Высочайшее благоволение за «усердную службу», 6 декабря был производён в генерал-лейтенанты с утверждением начальником 9-й пехотной дивизии; 22 августа 1853 года, получил знак отличия за XXXV лет непорочной службы.
Во время Крымской войны Самарин проявил свою всегдашнюю распорядительность в делах с турками во время осады крепости Силистрии, а также в рекогносцировке 28 мая и в траншеях 11 июля, за что 26 октября 1854 года получил императорскую корону к ордену Святой Анны 1-й степени. Немного ранее, 13 сентября, он был пожалован в сенаторы Московских департаментов с зачислением по армии; 27 сентября 1854 года назначен к присутствованию во 2-м отделении 6-го департамента Сената, а 26 ноября 1857 года — в 1-е отделение того же департамента. Кроме российских орденов, имел ещё прусский орден Красного орла 2-й степени со звездой, полученный осенью 1851 года.
Скончался 3 (15) июля 1871 года; похоронен в Москве, на кладбище Новодевичья монастыря.